# Ágúst Guðmundsson
Ágúst Guðmundsson (Reykjavík, 29 giugno 1947) è un regista e sceneggiatore islandese.
Il suo film Dansinn ha vinto il premio come miglior regista al Festival di Mosca nel 1999. 

## Filmografia parziale
- La terra e i suoi figli (Land og synir) (1980)
- Il fuorilegge (Útlaginn) (1981)
- Með allt á hreinu (1982)
- Gullsandur (1984)
- Avventura nel grande nord (Nonni und Manni) (serie tv tedesca, 6 episodi, 1988-1989)
- Dansinn (1998)
- La risata del gabbiano (Mávahlátur) (2001)
- Í takt við tímann (2004)
- Ófeigur gengur aftur (2013)